# Эриксен, Фрея Беха
Фрея Беха Эриксен (род. 18 октября 1987, Роскилле, Королевство Дания), также известна как Фрея Беха — датская топ-модель. За андрогинность и татуировки её прозвали «rebel girl» (дословно, «бунтарка»).

## Карьера
Фрея была замечена на улице её родной Дании модельным агентом, когда тот проезжал мимо в такси. Эриксен дебютировала как модель осенью в 2005 году в Париже и Милане на шоу Prada, Louis Vuitton и Miu Miu, которые она открывала. Она продолжила ходить по подиуму в Нью-Йорке, Париже, Милане, а также в Лондоне как в Прет-а-порте, так и в Высокой моде. Эриксен участвовала в показах таких домов моды, как Shiatzy Chen, Chanel, Dior, Gucci, Burberry, Alexander Wang, Prada, Balmain, Balenciaga, Christian Lacroix, Zac Posen и Sonia Rykiel и во многих других.
Эриксен появлялась в рекламных кампаниях таких брендов, как Balenciaga, Jil Sander, Gucci, Harry Winston, Inc., Hugo Boss, H&M, CK by Calvin Klein, Hermès, Chanel, Gianfranco Ferré, Pringle of Scotland, Emporio Armani, Roberto Cavalli, Chloé, Karl Lagerfeld, Max Mara, Valentino, Pollini, Jaeger, GAP и очки Tom Ford. Она является лицом духов Gucci вместе с Наташей Поли и Ракель Циммерман. Снималась в рекламном ролике, который режиссировал Дэвид Линч. Она также была лицом духов Calvin Klein IN2U. В 2011 она стала лицом новых духов от Valentino Valentina.
Она участвовала в съёмках для многих журналов моды, включая американское, французское, итальянское, немецкое, британское, китайское, японское, корейское и русское издания Vogue, Interview, W, американского и русского Harper’s Bazaar, французского и корейского Numéro, i-D, V и Purple. Она также появлялась на обложках британского, итальянского, французского, китайского, португальского, корейского, японского Vogue, Purple, французского и корейского Numéro, i-D, V и W.
В честь Эриксен были названы несколько вещей, включая сумочку Freja от Jill Stuart, клатч Freja от Chloé и Freja Lace-Up Stiletto Boot with Zip Detail (рус. шнурованные ботинки на шпильке с деталями на молнии) от Alexander Wang.

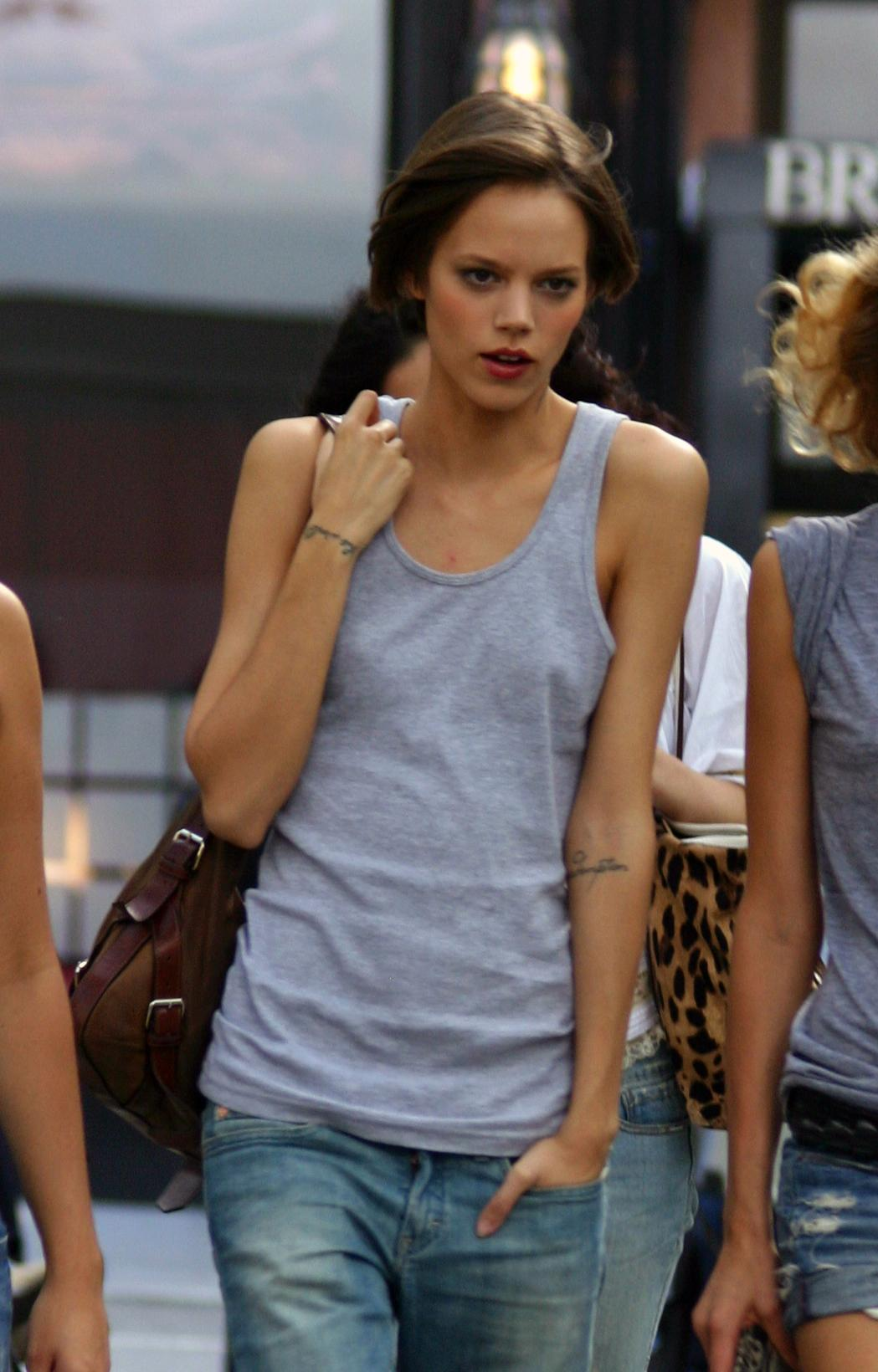
Эриксен, сентябрь 2007

В июле 2011 года стала 2-й в списке 50 лучших моделей по версии models.com, вместе с Наташей Поли. Vogue Paris объявил её одной из 30 лучших моделей 2000-х. Она может расцениваться, как текущая муза Карла Лагерфельда.
Эриксен принимала участие в фотосъёмке для календаря Пирелли, который снимал Карл Лагерфельд.
Она является частью истории, когда в первые за 95 лет существования издания была использована мульти-обложка, она появилась на одной из трёх обложек майского выпуска журнала Vogue UK, приуроченного к одной из самых ожидаемых свадеб года — Свадьбе принца Уильяма и Кэтрин Миддлтон.

## Личная жизнь
Она — хорошая подруга Кэтрин Макнил, Аризоны Мьюз, Эбби Ли Кершоу, Ирины Лазаряну, Кристиана Бриль, Лили Дональдсон, Кармен Педару и Агнесс Дин. Она слушает музыку Пи Джей Харви, датской группы Kira and the Kindred Spirits, а также Дженис Джоплин и Джефа Бакли. В данный момент Фрея живёт в Нью-Йорке.
У Эриксен 17 татуировок, первую из которых она сделала в 16 лет. Её татуировки включают «Float» (рус. плавание), написанное на левой стороне её шеи, перевёрнутый треугольник на задней части шеи, круг за её правым ухом, крест на правой мочке уха, «Serendipity is Life» (рус. интуитивная прозорливость – жизнь) написано на верхней части её правой руки, револьвер на верхней части внутренней стороны левой руки, «This Too Shall Pass» (рус. это тоже должно пройти) написано на верхней части внутренней стороны правой руки, «This World Tonight is Mine» (рус. этот мир сегодня мой) на её правом запястье, «Redemption» (рус. искупление) написано на верхней части левого предплечья, три круга на внутренней части её левого запястья, звезда на левом боку под подмышкой и молния сверху правого бока. Она говорит, что её татуировки не отражаются на её работе и легко маскируются. По контракту Эриксен может иметь столько татуировок, сколько она захочет.

## Прямая речь
- «Я мечтала о карьере певицы. О таком всегда почему-то мечтают те, кому совершенно не стоит петь — даже в ванной». (Из интервью журналу Eurowoman)
- «Окружающие удивляются, когда узнают, что я датчанка. Они ждут чего-то другого». (Из интервью журналу V)
- «У меня нет кумиров или любимых [музыкальных] исполнителей. Мне просто нравятся люди, которые самовыражаются посредством музыки». (Из интервью журналу V)